# Sergei Wladimirowitsch Podobajew
Sergei Wladimirowitsch Podobajew (russisch Сергей Владимирович Подобаев, auch Sergey Podobaev transkribiert; * 4. Dezember 1989 in Atschinsk) ist ein russischer Biathlet.
Sergei Podobajew gab 2012 sein internationales Debüt im IBU-Cup-Rennen von Canmore und wurde 42. eines Sprints. An selber Stelle gewann er im folgenden Rennen als 28. erste Punkte, weitere zwei Rennen später erreichte er in Canmore als 18. eines Sprints sein bislang bestes Ergebnis in der Rennserie. In Martell erreichte er in seinem zweiten Rennen als 99. erstmals eine zweistellige Platzierung. Zur ersten internationalen Meisterschaft wurden die Sommerbiathlon-Weltmeisterschaften 2013 in Forni Avoltri. Im Sprint schoss er drei Fehler und wurde 24., mit sechs Fehlern im darauf basierenden Verfolgungsrennen verbesserte er sich auf den 20. Rang.